# Baker Glacier
Baker Glacier är en glaciär i Antarktis. Den ligger i Östantarktis. Nya Zeeland gör anspråk på området. Baker Glacier ligger 699 meter över havet.
Terrängen runt Baker Glacier är bergig norrut, men söderut är den kuperad. Terrängen runt Baker Glacier sluttar österut. Trakten är obefolkad. Det finns inga samhällen i närheten.